# دشت أهو (بهمئي غرمسيري الجنوبي)
دشت أهو (بالفارسية: دشت اهو) هي قرية تقع في إيران في قسم بهمئي غرمسیري الجنوبي الريفي. يقدر عدد سكانها بـ 172 نسمة .